# Aleksandr Drużynin
Aleksandr Wasiljewicz Drużynin, ros. Александр Васильевич Дружинин (ur. 8 października 1824 w Petersburgu, zm. 14 stycznia 1864 tamże) – rosyjski pisarz, krytyk literacki i tłumacz. Pisał eseje i opowieści (Polinka Saks, Lola Montes), a także dokonywał przekładów literatury angielskiej na język rosyjski. Postulował pełną autonomię sztuki i był zwolennikiem ziemiańskiego epikureizmu. Występował przeciw poglądom na sztukę Wissariona Bielińskiego oraz teorii estetycznej Nikołaja Czernyszewskiego. 